# Schlacht von Zhizhi
Die Schlacht von Zhizhi (郅支之战) fand 36 v. Chr. zwischen der chinesischen Han-Dynastie unter Chen Tang und den Xiongnu-Reiternomaden unter Häuptling Zhizhi Chanyu bei Taras, am Fluss Talas, im heutigen Kasachstan statt.

## Vorgeschichte
56 v. Chr. revoltierte Zhizhi gegen seinen Bruder. Als sein Bruder immer mächtiger wurde, musste Zhizhi westwärts fliehen. 44 v. Chr. verbündete er sich mit Kangju nahe dem Balchasch-See. Später zerstritt er sich mit den Kangju, tötete einige hundert von ihnen und zwang sie, eine Festung für ihn zu errichten. Für die Bauarbeiten waren 500 Mann und 2 Jahre Bauzeit vonnöten. Die Festung wurde vermutlich nahe Taras errichtet.

## Schlachtverlauf

### Versammlung und Marsch der Han-Streitkräfte
Um 36 v. Chr. war der Statthalter der Westlichen Regionen der Han-Dynastie Gan Yanshou. Sein stellvertretender Kommandeur Chen Tang behauptete, dass Zhizhi plane, ein großes Reich zu gründen, und schlug einen Präventivschlag vor. Gan Yanshou verweigerte diesen, doch erkrankte bald, sodass Chen Tang als Stellvertreter mit einem Edikt in Gans Namen das Heer mobilisierte. Gan Yanshou war gezwungen nachzugeben. All dies geschah ohne Einwilligung des Kaisers. Ein Heer von 40.000 Han-Chinesen und Hu (Sammelbezeichnung von Nicht-Chinesen) versammelte sich. Das Heer marschierte an beiden Seiten des Tarimbeckens, vereinte sich bei der Stadt Kaschgar, bewegte sich danach über Kangju-Territorium und erreichte schließlich das westliche Ufer des Balchasch-Sees. Zu diesem Zeitpunkt kehrte eine Gruppe hunderter Kangju-Reiter von einem Raubzug gegen die Wusun wieder heim und geriet hinter die chinesische Armee, griff diese an und machte sich mit einer großen Menge an erbeuteten Lebensmittelvorräten und Waffen wieder aus dem Staub. Chen Tang sandte seine Hu-Truppen zurück und besiegte die Kangju, tötete 460 von ihnen und befreite 470 Wusun-Gefangene.

### Schlacht nahe der Festung und Belagerung
Mehrere Adlige der Kangju liefen zum chinesischen Heer über und versorgten es mit Informationen und ortskundigen Führern. Die Chinesen lagerten 30 Li von Zhizhis Festung entfernt und beide Seiten tauschten lediglich eher heuchlerische Nachrichten miteinander aus. Darauf zog das Heer 3 Li an Zhizhi heran und verschanzte sich ihrerseits. Die Xiongnu sandten mehrere hundert Reiter und Infanteristen aus, zogen diese aber schließlich wieder in die Festung zurück. Die Chinesen verfolgten sie, griffen die Festung an und schafften es, einen Teil des Palisadenwalls niederzubrennen. In der Nacht versuchten einige hundert Xiongnu zu fliehen, wurden aber alle getötet. Zhizhi dachte selber über Flucht nach, blieb aber in der Feste, weil er wusste, dass das ganze Umland vor Feinden wimmelte. Der Kampf ging weiter. Sogar Zhizhis Ehefrau und seine Konkubinen schossen mit Bögen von den Wällen. Zhizhi wurde von einem Pfeil an der Nase verwundet.
Kurz nach Mitternacht fielen die äußeren Befestigungsmauern und die Xiongnu zogen sich in die innere Zitadelle zurück. Zu diesem Zeitpunkt griffen einige tausend Kangju-Reiter die Chinesen in der Dunkelheit an, schafften es aber nicht, diese aufzureiben. In der Morgendämmerung waren Teile der inneren Zitadelle in Brand. Die Chinesen häuften Erde auf, um von den Zitadellen-Mauern in die Zitadelle zu klettern. Zhizhi und etwa hundert Kämpfer zogen sich darauf in den Palast zurück. Dieser stand in Flammen und wurde von allen Richtungen her attackiert. Zhizhi wurde schließlich tödlich verwundet.

## Folgen
1518 Xiongnu starben, inklusive der Kronprinz und Zhizhis Frauen. 145 Mann wurden gefangen genommen und über 1000 Mann ergaben sich. Die Soldaten durften ihre Beute behalten, und die sich ergebenen Xiongnu wurden in die 15 Königreiche vertrieben, die an der Schlacht teilnahmen. Im folgenden Frühling erreichten Gan Yanshou und Chen Tang die Stadt Chang’an und präsentierten Kaiser Han Yuandi Zhizhis abgetrennten Kopf. Dieser wurde auf der Stadtmauer für zehn Tage ausgestellt und anschließend begraben. Zhizhi war der einzige Xiongnu Chanyu, der von den Chinesen getötet wurde.

## Kontroverse
Ein chinesischer Bericht erzählt von ungefähr hundert Männern, die 36 v. Chr. unter dem Kommando von Zhizhi in einer Art „Fischschuppen-Formation“ (Schildkrötenformation) dessen Palisadenfestung gegen die Han-Truppen verteidigten. 

„[...] mehr als einhundert Fußsoldaten, welche durch das (Stadt/Festungs-)Tor in einer „Fischschuppen-Formation“ kamen, die exzerzierten.“

Eine Hypothese des britisch-amerikanischen Sinologen Homer Hasenpflug Dubs von 1941 zufolge kämpften in dieser Schlacht einige römische Legionäre gegen Han-Truppen und wurden anschließend nach der Niederlage als Gefangene in das chinesische Dorf Liqian im heutigen Yongchang umgesiedelt. Diese wurde aber von modernen Historikern und Genetikern aufgrund von kritischen Bewertungen historischer Quellen und DNA-Analysen der Dorfbewohner abgelehnt. Siehe dazu: Römisch-chinesische Beziehungen, Abschnitt: Hypothetischer Kontakt zu Lande.
Einer anderen Hypothese von Dr. Christopher Anthony Matthew zufolge, soll es sich bei diesen Kriegern nicht um Römer bzw. Legionäre mit ihrer Schildkrötenformation handeln, sondern möglicherweise um Nachfahren der Überreste der Armee Alexanders des Großen, welche sich teilweise in Asien in Garnisonen und Siedlungen ansiedelten und sich ihre Kultur und Kampfweise (Hopliten in Phalanxformation) ihrer Vorfahren der Griechen und Makedonen bewahrt haben könnten. Vergleichbare, ältere Hypothesen gab es bspw. bei den Kalasha in der Hindukuschregion Pakistans, die ihren Ursprung auf Nachfahren griechischer Siedler, oder auf Nachkommen griechischer Soldaten der Armee Alexanders des Großen herrühren, was durch Genanalysen aber widerlegt wurde.

## Wissenswertes
- Die Schlacht am Talas fand 751 n. Chr. in derselben Region statt.